# هروه لومبوتو
هروه لومبوتو (انگلیسی: Hervé Lomboto؛ زادهٔ ۲۷ اکتبر ۱۹۸۹) بازیکن فوتبال اهل جمهوری دموکراتیک کنگو است. هروره یک بازیکن حرفه‌ای فوتبال که در پست دروازه‌بان برای تیم موتما پمبه و تیم ملی جمهوری دموکراتیک کنگو به میدان می‌رود.
از باشگاه‌هایی که در آن بازی کرده‌است می‌توان به باشگاه فوتبال ویتا اشاره کرد.